# نیف
نیف (انگلیسی: Neff) شرکت لوازم خانگی آلمانی است، که در سال ۱۸۷۷ تأسیس شد.